# تشيونغ تشي-هونغ
تشيونغ تشي-هونغ هو سياسي صيني، ولد في 1959. انتخب عضو اللجنة الوطنية لجمهورية الصين الشعبية ‏ خلال فترته النيابية ‏.